# Килгычан
Килгычан (в верховье — Левый Килгычан) — река в Омсукчанском районе Магаданской области России, левый приток реки Килгана (бассейн реки Буюнда).

## Общее описание
Длина Килгычана вместе с верховьем Малый Килгычан составляет 24 км. Река протекает по мелкогорной местности южной части хребта Черского (к югу от вершины Старший Брат) в общем северо-восточном направлении. Русло образует относительно выраженные меандры (полностью отсутствуют лишь на начальном участке). По берегам Килгычана произрастают массивы кустарника и лиственницы, местами имеются заболоченные участки.

## Левый Килгычан
Левый Килгычан берёт начало близ вершины 1103,8 (к востоку от неё), расположенной на стыке границ Хасынского, Ольского и Омсукчанского районов. Истоки реки сливаются на высоте 839,7 м. Течёт в южном направлении, постепенно поворачивая на восток.
Принимает справа притоки Миленький и Ага. От слияния с Правым Килгычаном река приобретает название Килгычан.

## Участок течения ниже устья Правого Килгычана
Со впадением Правого Килгычана река приобретает северо-восточное направление, которое сохраняет до устья. Местами водоток образует острова и протоки. Ширина реки в среднем и нижнем течении составляет 12—15 метров, глубина — 60 сантиметров, грунт дна — твёрдый.
Вбирает в себя притоки Мишка (слева), Мус (справа), Встречный (справа), Кыра (справа), Правый Сеймчан (слева, наиболее крупный приток).
Впадает слева в реку Килгана в 85 км от её устья, на высоте 602,4 м.

## Данные водного реестра
По данным государственного водного реестра России относится к Анадыро-Колымскому бассейновому округу, водохозяйственный участок реки — Колыма от Колымской ГЭС до впадения реки Сеймчан, речной подбассейн реки — Колыма до впадения Омолона. Речной бассейн реки — Колыма.
Код водного объекта в государственном водном реестре — 19010100212119000016801.